# 飯野陽一郎
飯野 陽一郎（いいの よういちろう、1924年（大正13年）12月8日 - 2013年（平成25年）1月30日）は、昭和から平成時代の政治家。福島県喜多方市長。

## 経歴
喜多方市出身。福島県立喜多方中学校卒業。
福島県議会議員を経て、1986年（昭和61年）喜多方市長に当選した。3期務め、1998年（平成10年）引退した。